# Charles Isham
Charles Edmund Isham, 10e baronnet (16 décembre 1819 - 7 avril 1903) est un propriétaire foncier et jardinier anglais basé à Lamport Hall, Northampton. On lui attribue le début de la tradition des nains de jardin au Royaume-Uni en introduisant un certain nombre de figurines en terre cuite d'Allemagne dans les années 1840 . Surnommé "Lampy", le seul gnome du lot original à avoir survécu est exposé au Lamport Hall et assuré pour 1 million de livres sterling .

## Carrière

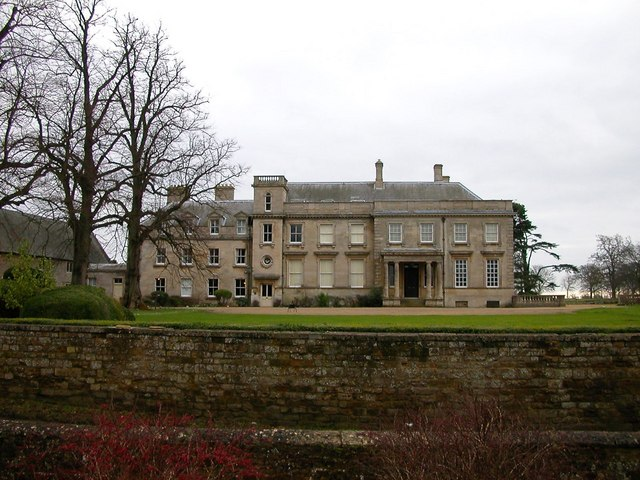
Lamport Hall

Isham fait ses études à la Rugby School et au Brasenose College d'Oxford. En 1846, à la mort de son frère aîné, il lui succède comme baronnet. Il est enregistré comme étant le haut shérif du Northamptonshire en 1851.
En 1847, inspiré par les écrits de John Claudius Loudon, paysagiste et horticulteur, il entreprend la construction d'une grande rocaille à côté de sa maison. C'est dans cette rocaille qu'il place pour la première fois des gnomes de Nuremberg comme ornementation.
Isham épouse Emily Vaughan, fille de Sir John Vaughan et de son épouse Louisa Boughton le 26 octobre 1847. Elle est décédée le 6 septembre 1898 à l'âge de 74 ans. Sir Charles a trois filles et aucun fils . Le titre de baronnet et la succession associée, y compris Lamport Hall, sont passés à Sir Vere Isham, 11e baronnet, son cousin .
Isham est un spiritualiste convaincu. Il est membre de la British National Association of Spiritualists.
Isham est décédé au Bungalow, Horsham, Sussex à l'âge de 83 ans.

## Collection Isham

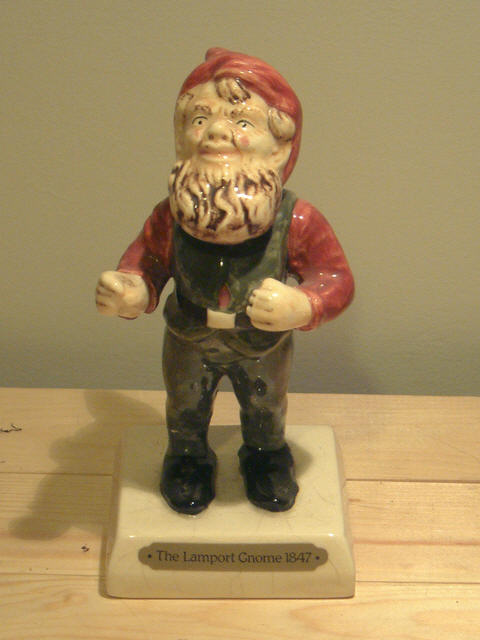
Une réplique de Lampy le gnome de Lamport

En 1867, plusieurs livres et manuscrits extrêmement rares sont redécouverts dans la bibliothèque et le grenier de sa maison familiale . Ceux-ci comprenaient un fragment de Cephalus et Procris de Thomas Edwards ; Narcisse qui a été perdu pendant 200 ans et est la seule partie existante jusqu'à ce qu'une copie complète soit découverte par la suite à la bibliothèque de la cathédrale de Peterborough .
Les premières éditions duParadis perdu et Paradise Regained de Milton ont également été découvertes dans leurs reliures en peau de mouton d'origine .
Ils découvre aussi Emaricdulfe (1598) par EC Esquire, Fidessa (1596) par Bartholomew Griffin, Laura (1597) par Robert Tofte, Cynthia (1598) par Richard Barnfield pour chacun desquels seuls un ou deux autres exemplaires sont connus. Les quatre œuvres ci-dessus ont été déposés à la Britwell Court Library avant d'être vendues en février 1922 à ASW Rosenbach pour 3600 £ .

## Publications
- Sir Charles Isham sur le spiritisme (1856)
- Une guirlande de Lamport de la bibliothèque de Sir Charles Edmund Isham (1881)